# Mullendorf
Mullendorf (luxembourgeois: Mëllerëf, allemand: Müllendorf) est une section de la commune luxembourgeoise de Steinsel située dans le canton de Luxembourg.